# The Petal on the Current
The Petal on the Current er en amerikansk stumfilm fra 1919 af Tod Browning.

## Medvirkende
- Mary MacLaren som Stella Schump
- Gertrude Claire
- Fritzi Ridgeway som Cora Kinealy
- Robert Anderson som John Gilley
- Beatrice Burnham som Gertie Cobb